# ديفيد جي. مار
ديفيد جي. مار (بالإنجليزية: David G. Marr)‏ هو مؤرخ أمريكي، ولد في 22 سبتمبر 1937 في ماكون في الولايات المتحدة.